# 3518 Florena
3518 Florena (1977 QC4) là một tiểu hành tinh vành đai chính được phát hiện ngày 18 tháng 8 năm 1977 bởi Chernykh, N. ở Nauchnyj.